# Biagio Zagarrio
Biagio Zagarrio (Ravanusa, 1898 – Genova, 1951) è stato un poeta e scrittore italiano.

## Biografia
Biagio Zagarrio nacque a Ravanusa nel 1898 e, laureatosi in giurisprudenza, esercitò la professione di procuratore delle imposte alternandola alla carriera di poeta e scrittore.
Zio del poeta Giuseppe Zagarrio, nel 1949 vinse con la raccolte di liriche Sereno il Premio Viareggio per la poesia ex aequo con Ugo Moretti.

## Opere

### Poesia
- Gli uomini della Piana, Genova, Delfo, 1934
- Il turno, Modena, Guanda, 1939
- Sereno, Rieti, Il girasole, 1949

### Novelle
- E' già una signorina la bimba, Modena, Guanda, 1938

### Racconti
- Il nostro paradiso perduto, Siena, Ed. Maia, 1952

### Raccolte
- Poesie e racconti, S. l., s. n., 1997